# Reinier Willem Keiser

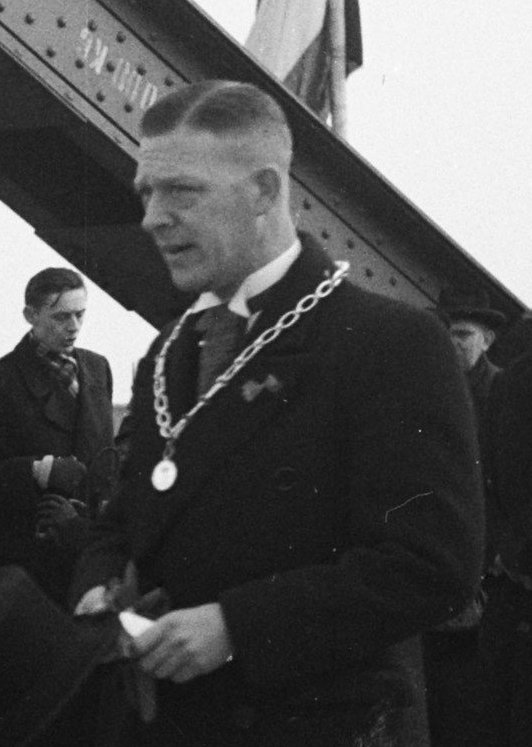
Burgemeester R.W. Keiser (1952)

Reinier Willem Keiser (Groningen, 28 februari 1903 – 9 april 1967) was een Nederlands burgemeester.
Hij werd geboren als zoon van Ellard Abel Keiser (1870-1948), destijds adjunct-commies, en Hendriktje de Jager (1878-1944). In 1921 begon hij zijn ambtelijke carrière bij de Groningse provinciale griffie waar zijn vader afdelingschef was. Keiser bracht het daar tot adjunct-commies voor hij eind 1941 benoemd werd tot burgemeester van Winsum. Met ingang van april 1946 werd hem ontslag verleend waarop zijn voorganger Kier Bosch daar opnieuw benoemd werd. In augustus van dat jaar volgde de benoeming van Keiser tot burgemeester van Doesburg en vanaf juli 1956 was hij de burgemeester van Brummen. Tijdens dat burgemeesterschap overleed hij in 1967 op 64-jarige leeftijd.